# Trattato di Kjachta (1727)
Il trattato di Kjachta fu il nome di un trattato stipulato tra l'Impero cinese e l'Impero russo stipulato nel 1727.

## Premesse
I russi raggiunsero l'Oceano Pacifico all'incirca nello stesso periodo in cui i Qing presero il potere in Cina. Gli Zungari cercarono disperatamente di stringere un'alleanza con l'impero zarista, ma i russi non desideravano alienarsi i manciù, con i quali erano ansiosi di condurre gli scambi, offrendo le loro preziose pellicce in cambio di tè, seta altre merci cinesi. Furono avviate relazioni diplomatiche, che portarono agli storici trattati di Nerčinsk nel 1689 e di Kjachta nel 1728, tra le due maggiori potenze alle estremità del continente eurasiatico.
L'inevitabile collisione iniziale della penetrazione russa verso oriente con le frontiere occidentali della Cina della dinastia Qing ebbe luogo nella valle del fiume Amur, ai margini della Siberia meridionale e del nord della Manciuria, negli anni Quaranta del Seicento. I russi volevano utilizzare questa fertile valle come fonte di approvvigionamento alimentare per i commercianti di pellicce, ma le tribù locali erano tributarie dei Qing, che di conseguenza non lo permisero. Dopo alcuni scontri, le due parti firmarono il trattato di Nerčinsk, con il quale i russi accettavano di ritirarsi dalla regione dell'Amur mentre il confine veniva fissato a nord. In cambio di queste concessioni territoriali, i russi ricevettero il diritto di commerciare le loro pellicce con seta e altre merci cinesi. Le due parti concordarono anche entro quale "sfera di influenza" le varie tribù locali, tra cui i mongoli, sarebbero ricadute. In particolare, i russi accettarono di non allearsi con gli Zungari. È notevole che la lingua ufficiale in cui vennero condotti negoziati diplomatici fosse il latino, con due gesuiti europei a rappresentare i Qing e un ufficiale polacco al servizio della parte russa. Il trattato consentiva una carovana di stato ogni tre anni fino a Pechino, per portare pellicce da scambiare con la seta e altri prodotti. Secondo Foust, i quarant'anni tra il 1689 e il 1728 videro cinquanta carovane russe a Pechino, comprese le dieci ufficiali di stato, mentre le restanti erano private, a indicazione che il commercio doveva essere proficuo. L'aumento delle esportazioni di pellicce sembra aver portato a un eccesso d'offerta e a un calo dei prezzi. Pietro il Grande apparentemente voleva creare una compagnia su base azionaria ben regolata dotata di monopolio per porre rimedio alla situazione, ma l'idea restò lettera morta.

## Il trattato
Un nuovo accordo sino-russo, il trattato di Kjachta, fu firmato nel 1727, istituendo un quadro durevole per lo svolgimento del commercio via terra tra le due potenze che durò fino al 1860. Continuò a essere consentita una carovana di stato per Pechino ogni tre anni, ma venne affiancata dalla fondazione di Kjachta, al confine tra il territorio russo in Siberia e quello cinese in Mongolia, come centro per il regolare commercio privato fra mercanti provenienti da entrambe le parti. I commercianti e i funzionari russi risiedevano a Kjachta, mentre i loro omologhi cinesi si trovavano nelle vicinanze, ma dall'altra parte del confine, in una località chiamata Mai-mai-cheng (letteralmente "città della compravendita"). Questo commercio privato presto eclissò il farraginoso sistema delle carovane di stato per Pechino, l'ultima delle quali parti nel 1755, prima che fosse formalmente abrogato da Caterina la Grande (1762-1796) nel primo anno del suo regno, presumibilmente in base alla sua fede nel libero commercio. Sia gli operatori privati sia il tesoro dello stato trassero benefici dal trattato di Kjachta. Il valore delle pellicce esportate da lì in Cina passò da circa 400.000 rubli d'argento nel 1735 a quasi 1,2 milioni nel 1759. Entro il 1802 il fatturato totale del commercio a Kjachta era di quasi 9 milioni di rubli, generando per lo stato un gettito di 900.000 rubli. Lo stato apparentemente si rese conto che invece di inviare carovane ufficiali a Pechino, con i loro altissimi costi generali, una politica molto più razionale era quella di lasciare il commercio in mani private, ma raccogliendo ingenti profitti con dazi fissati a un tasso ragionevole di circa il 10% del fatturato.
Questo "Kjachta trade" fu un aspetto significativo, anche se poco noto, del commercio mondiale nel XVIII secolo. Il commercio si ampliò notevolmente dagli anni Sessanta alla fine del Settecento, con le pellicce come principale esportazione da parte russa, che costituivano in un primo momento l'85% del valore totale per poi scendere a circa il 75% alla fine del secolo. Al loro culmine, le pellicce di castoro e di lontra marina erano richiestissime. al punto da spingerne la ricerca fino alla penisola della Kamčatka e alle isole Curili, e alla fine persino nelle Aleutine e in Alaska. La domanda cinese era così alta che i mercanti russi ricorsero all'importazione di pelli del Nord America per riesportarle attraverso Kjachta. I pannilani erano la seconda più importante voce d'esportazione verso la Cina dalla Russia e di nuovo si dovette far ricorso alle riesportazioni per aumentare un'offerta insufficiente. Pietro il Grande aveva inaugurato l'industria laniera russa, ma, nonostante una crescita notevole nel XVIII secolo, essa non era neppure in grado di coprire integralmente la domanda interna. Entro il 1850, tuttavia, le forniture russe erano cresciute in misura sufficiente a soddisfare una domanda cinese di 1,5 milioni di iarde, e rappresentavano il 65% delle esportazioni totali verso la Cina, rispetto al solo 23% delle pellicce. Mancall osserva che la Compagnia britannica delle Indie orientali non era in grado di vendere con successo i pannilani a Canton, e ipotizza plausibilmente che ciò era dovuto al fatto che gli approvvigionamenti da Kjachta erano più prossimi al mercato del nord della Cina, dove il freddo estremo avrebbe creato la domanda più grossa.
Da parte cinese, in un primo momento la principale esportazione era il panno di cotone di Nanchino, che serviva perfino da numerario nel calcolo dei prezzi relativi in quello che era essenzialmente un commercio di baratto bilanciato a livello bilaterale. Anche i tessuti di seta erano inizialmente un'importante voce d'esportazione cinese, ma un vigoroso programma di sostituzione delle importazioni in Russia erose la loro rilevanza molto rapidamente, facendoli passare da circa il 24% delle esportazioni totali nel 1751 al 12% entro la fine del secolo. Un elemento insolito ma importante delle esportazioni cinesi era il rabarbaro, talmente richiesto in Russia per le sue proprietà medicinali che la distribuzione interna rimase un monopolio dello stato fino al 1782. Tuttavia, quello che divenne infine il genere d'esportazione cinese dominante verso la Russia fu il tè. I russi furono introdotti a bere il tè dal contatto con i mongoli e l'apertura della stazione commerciale di Kjachta ne incoraggiò il consumo. Dagli anni Sessanta fino al 1785 esso costituì solo il 15% delle importazioni totali, ma esplose verso la fine del secolo e per il 1825 rappresentava l'87% delle importazioni russe totali dalla Cina passando al 95% entro il 1850.